# Anneke Petersen
Anneke Petersen alias Pustemackersche († 1610 in Hamburg) war eine deutsche Frau, die aufgrund des Vorwurfs der Hexerei hingerichtet wurde.

## Leben und Wirken
Anneke Petersen saß in der Hamburger Fronerei in Haft aufgrund des Vorwurfs, einen Teufelspakt gemäß dem hamburgischen Stadtrecht von 1605 (IV, 2) begangen zu haben. Die im Gefängnis erlittenen Folterungen dürften ihren Tod verursacht haben. Obwohl sie bereits gestorben war, bestand der Ankläger und Fiskal namens Hans Lange darauf, die Überreste Anneke Petersens „zum Abscheu und zum Exempel“ zu verbrennen. Das Niedergericht der Stadt Hamburg und der Hamburger Rat folgten diesem Urteil am 11. Juni 1610.